# Mirtazapin
Mirtazapin (Remeron, Avanza, Zispin) je noradrenergički i specifični serotonergički antidepresiv (NaSSA) koji je razvila kompanija Organon International u Sjedinjenim Državama 1990. godine. On se prvenstveno koristi za lečenje depresije. On isto takao nalazi primenu kao anksiolitik, hipnotik, antiemetik i stimulant apetita. On je strukturno sličan sa mianserinom, i klasifikuje se kao tetraciklični antidepresant (TeCA).

## Medicinska upotreba
Mirtazapin se prvenstveno koristi za tretiranje kliničke depresije i drugih poremećaja raspoloženja.
On isto tako može da bude koristan u tretiranju sledećih oboljenja, mada nije odobren za te primene:
- Generalizovani anksiozni poremećaj[2][5]
- Socijalna fobija[6][7]
- Opsesivno-kompulzivni poremećaj[6][8]
- Panični poremećaj[6][9][10]
- Posttraumatski stresni poremećaj[6]
- Anoreksija[11]
- Insomnija[12][13]
- Mučnina/povraćanje[14][15][16]
- Umanjeni apetit/nedovoljna telesna težina[17][18][19]
- Svrabež[20][21]
- Glavobolje i migrena[15][22][23]

## Literatura
- Stimmel GL, Dopheide JA, Stahl SM (1997). „Mirtazapine: an antidepressant with noradrenergic and specific serotonergic effects”. Pharmacotherapy. 17 (1): 10—21. PMID 9017762.
- Anttila SA, Leinonen EV (2001). „A review of the pharmacological and clinical profile of mirtazapine”. CNS Drug Rev. 7 (3): 249—64. PMID 11607047. doi:10.1111/j.1527-3458.2001.tb00198.x.